# Gualter III de Vexin
Gualter (Walthar) III de Vexin, mort el 1063, va ser comte de Vexin i d'Amiens de 1035 a 1063 i comte del Maine de 1062 a 1063. Era fill de Dreux de Vexin, comte de Vexin i d'Amiens, i de la princesa anglesa Godjifu.
Apareix el 1030 com a testimoni d'una donació que va fer el seu pare a l'abadia de Jumièges, i el va succeir el 1035. Va continuar la política dels seus pares, de bona relació amb els capets de França i els ducs de Normandia, però la ruptura de la seva relació el 1052 va posar en causa aquesta política. Tempta en principi la neutralitat entre els dos, però acaba per unir-se al camp del rei Enric I de França el 1057.
S'havia casat amb Biota del Maine († 1063), filla d'Heribert I Despertagos, comte del Maine, però no van tenir fills.
El seu nebot Heribert o Herbert II, comte de Maine, va morir el març 1062, llegant el Maine a Guillem el Conqueridor, duc de Normandia, però els senyors del Maine el refusaren, es van revoltar i van escollir com a comte a Gualter, amb el suport del comte d'Anjou Jofré III el Barbut. Guillem va intentar la conquesta del comtat de Maine, prenent les fortaleses una per una i finalment es va apoderar del Mans i va capturar a Gualter i Biota. Aquestos van ser empresonats a Falaise i van morir en circumstàncies mal elucidades. El comtat fou donat per Guillem al seu fill Robert Courteheuse (1063).
La seva mort va afavorir a Guillem (futur "el Conqueridor") sobre dos plans: primer de tot, havia eliminat un possible enemic en el comte del Maine, i d'altra banda Gualter era l'últim fill supervivent de Godjifu i hauria pogut aspirar al tron d'Anglaterra a la mort d'Eduard el Confessor tres anys més tard.
Va ser el seu cosí Raül IV, comte de Valois, qui va heretar els comtats de Vexin i Amiens, a excepció de les ciutats de Pontoise i de Chaumont-en-vexin, de les que s'havia apoderat el rei de França.